# Bains-de-l’Alliaz
Bains-de-l’Alliaz ist ein Weiler mit einem ehemaligen Thermalbad in der politischen Gemeinde Blonay – Saint-Légier im Kanton Waadt (Schweiz).

## Lage

Dia von Leo Wehrli, koloriert von Margrit Wehrli-Frey, 1940

Bains-de-l’Alliaz befindet sich rund fünf Kilometer von Blonay entfernt und rund einen Kilometer nördlich von Villard-sur-Chamby. In einem isolierten Talkessel am Weg zum Berg Les Pléiades in einer Höhe von 1044 m am oberen Endes des Tals der in den Genfersee mündenden Baye de Clarens befindet sich eine kalte Schwefelquelle.

## Geschichte

Kolorierte Radierung von Théophile-Alexandre Steinlen, 19. Jahrhundert

Die Schwefelquelle wurde bereits im 16. Jahrhundert besucht, geriet dann aber in Vergessenheit. Im Jahr 1811 wurde dort ein Thermalbad gegründet. Erbauer war Antoine Blanchenay (1766–1841), einer der Partisanen der Unabhängigkeit des Kantons Waadt und Vater des Staatsrats Louis Blanchenay. Die chemischen Eigenschaften des Wassers wurden zum ersten Mal 1812 von Rengger und Henri Struve und später von Ludwig Rudolf von Fellenberg im Jahr 1847 untersucht. Die etwa 8 °C warme Schwefelquelle enthält schwefel- und kohlensauren Kalk, Schwefelwasserstoff und geringe Mengen freier Kohlensäure. Um 1900 wurde in dem Hotel mit Nebengebäuden jeden August die Sonnenwende gefeiert. Die Badeanstalt, Kurhaus genannt, war ein grosser, zweistöckiger Bau mit 32 Zimmern, sechs Badekabinetten und zehn Wannen. Es wurden Bäder und Trinkkuren angeboten gegen Abdominal-Plethora, chronische Leberkrankheiten und Hautkrankheiten.
Zwischen Januar und Mai 1922 besuchte Ernest Hemingway, der zu dieser Zeit in Les Avants wohnte, das Gasthaus im Ort und beschrieb im Roman In einem andern Land (1929), wie sie mit den Holzfällern Glühwein tranken. Auch die Schriftsteller Charles Baudouin und Albert Cohen übernachteten in der Pension.
Das Bad wurde bis zum Zweiten Weltkrieg genutzt, wechselte mehrfach den Besitzer und wurde zu einem Mietshaus umgebaut. Ende der 1970er-Jahre liess sich der Maler, Bildhauer und Schriftsteller Jean Hirtzel (1936–1999) im Weiler nieder und lebte dort bis zu seinem Tod. Seine Lebensgefährtin Madeleine Hirtzel veröffentlichte 2011 ein Buch über die 200-jährige Geschichte des Orts.